# غونكاغول سونار
غونكاغول سونار (بالتركية: Goncagül Sunar)‏ هي ممثلة ومغنية تركية ولدت في يوم 17 أيلول 1970 في إسطنبول في تركيا، مثلت في عدة مسلسلات منها مسلسل لعبة القدر و مسلسل حريم السلطان.

## روابط خارجية
- غونكاغول سونار على موقع IMDb (الإنجليزية)
- غونكاغول سونار على موقع ألو سيني (الفرنسية)
- غونكاغول سونار على موقع أول موفي (الإنجليزية)
- غونكاغول سونار على موقع قاعدة بيانات الفيلم (الإنجليزية)
- غونكاغول سونار على موقع كينوبويسك (الروسية)